# Felgyő
Felgyő es un pueblo húngaro perteneciente al distrito de Csongrád en el condado de Csongrád, con una población en 2012 de 1281 habitantes.
Se conoce su existencia desde el año 1075, cuando se menciona con el nombre de Gehgi, que más tarde pasó a Győ. El prefijo Fel- se añadió en el siglo XVI para distinguirlo de Algyő.
Se ubica en la periferia suroccidental de la capital distrital Csongrád.